# Danylo Radtchenko
Pour les articles homonymes, voir Radchenko.
Danylo Radtchenko (en ukrainien : Данило Радченко, Danylo Radčenko) est un mathématicien ukrainien travaillant à l'Université de Lille.

## Biographie
Radtchenko participe aux Olympiades internationales de mathématiques en 2006 et 2007. Il obtient son doctorat en 2016 sous la direction de Don Zagier à l'université de Bonn avec une thèse intitulée « Higher cross-ratios and geometric functional equations for polylogarithms » (Rapports croisés plus élevés et équations fonctionnelles géométriques pour les polylogarithmes). Il travaille ensuite au Centre international de physique théorique de Trieste, à l'Institut de mathématiques Max Planck de Bonn et à l'ETH Zurich.
Ses intérêts de recherche incluent les formes modulaires, l'analyse de Fourier et l'optimisation géométrique.

## Prix et distinctions
Radtchenko reçoit le prix Popov en 2020 puis la médaille de bronze du CNRS en 2024.
Il est lauréat du prix de la Société mathématique européenne en 2024 pour « la construction de conceptions sphériques optimales et son apport fondateur dans le nouveau domaine de l'interpolation de Fourier, ainsi que pour ses contributions fondamentales à la théorie des polylogarithmes » (la construction de blocs sphériques optimaux plans).

## Publications (sélection)
- (en) Danylo Radtchenko, Andrii Bondarenko et Maryna Viazovska, « Optimal asymptotic bounds for spherical designs », Annals of Mathematics, vol. 178, no 2,‎ 2013, p. 443-452
- (en) Danylo Radtchenko, Henry Cohn, A. Kumar, Stephen D. Miller et Maryna Viazovska, « The sphere packing problem in dimension 24 », Annals of Mathematics, vol. 185, no 3,‎ 2017, p. 1017-1033
- (en) Danylo Radtchenko et Maryna Viazovska, « Fourier interpolation on the real line », Publications mathématiques de l'IHÉS, Institut des hautes études scientifiques, vol. 129,‎ 2019, p. 51-81
- (en) Danylo Radtchenko, Henry Cohn, A. Kumar, Stephen D. Miller et Maryna Viazovska, « Universal optimality of the E8 and Leech lattices and interpolation formulas », Annals of Mathematics, vol. 196, no 3,‎ 2022, p. 983-1082
- (en) Danylo Radtchenko, Steven Charlton, Herbert Gangl et Daniil Rudenko, « On the Goncharov depth conjecture and polylogarithms of depth two », Sel. Math., New Ser.[à vérifier], vol. 30, no 2,‎ 2024, p. 7, article no 27